# Catasetum integerrimum
Catasetum integerrimum är en orkidéart som beskrevs av William Jackson Hooker. Catasetum integerrimum ingår i släktet Catasetum och familjen orkidéer. Inga underarter finns listade i Catalogue of Life.

## Bildgalleri

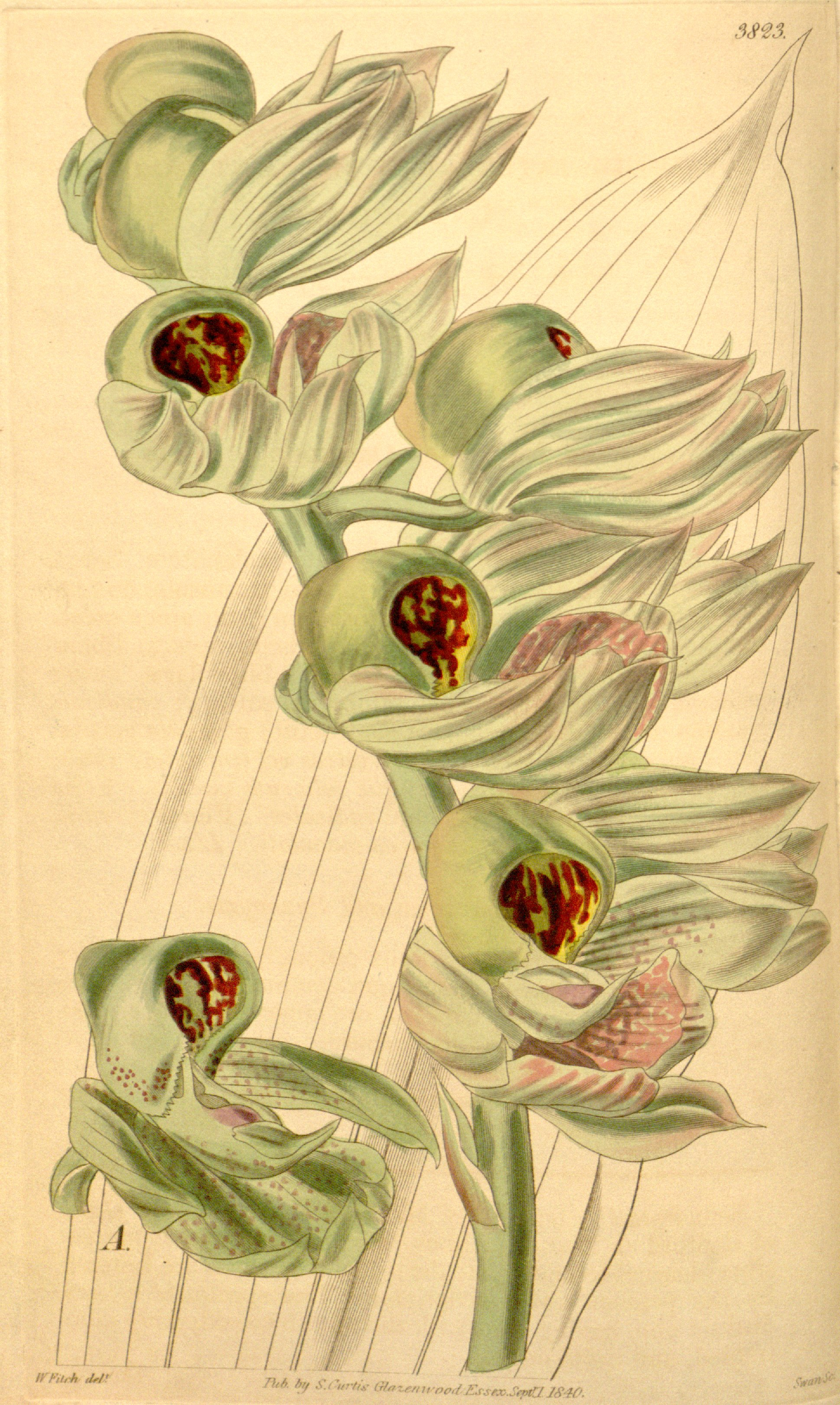
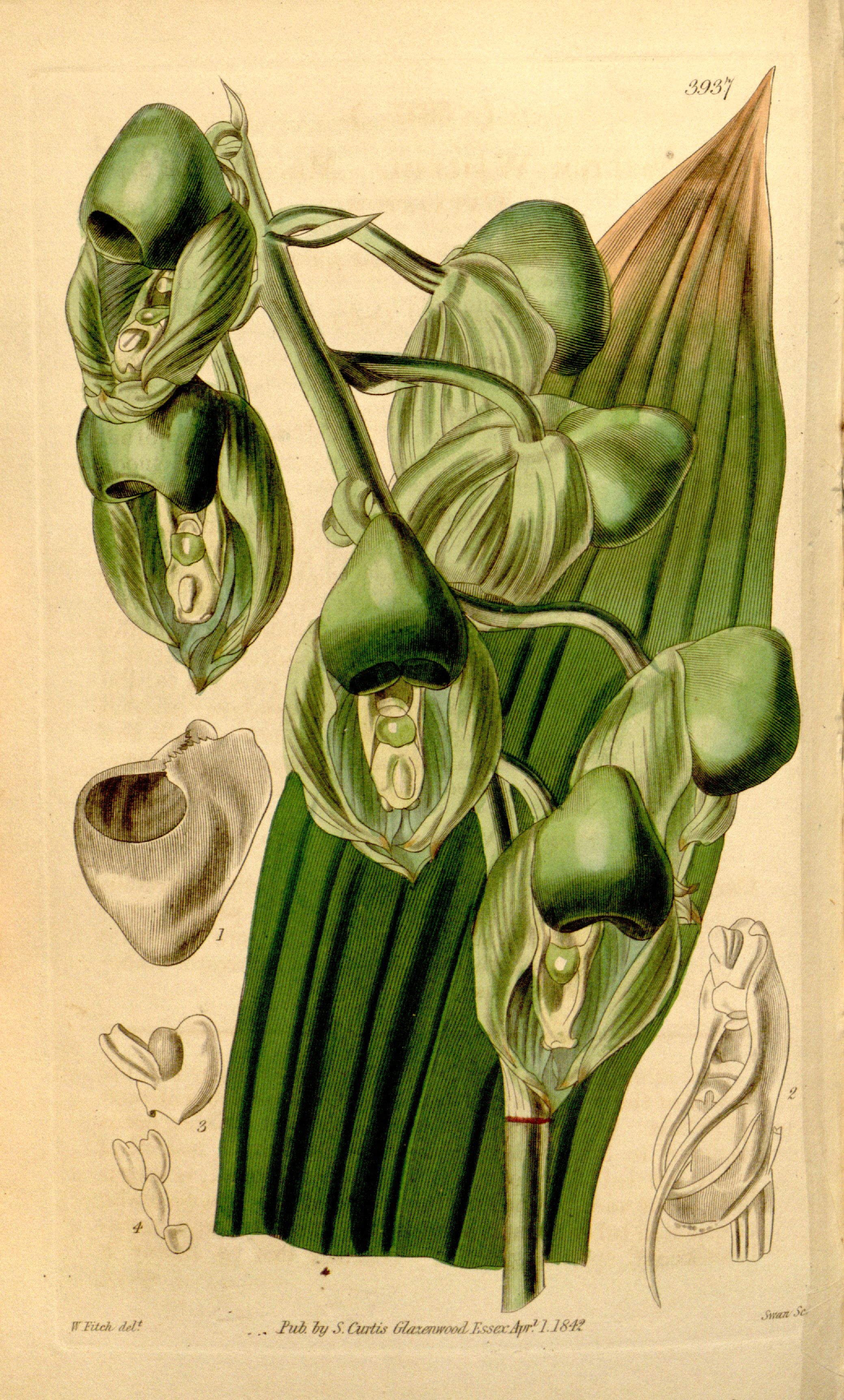
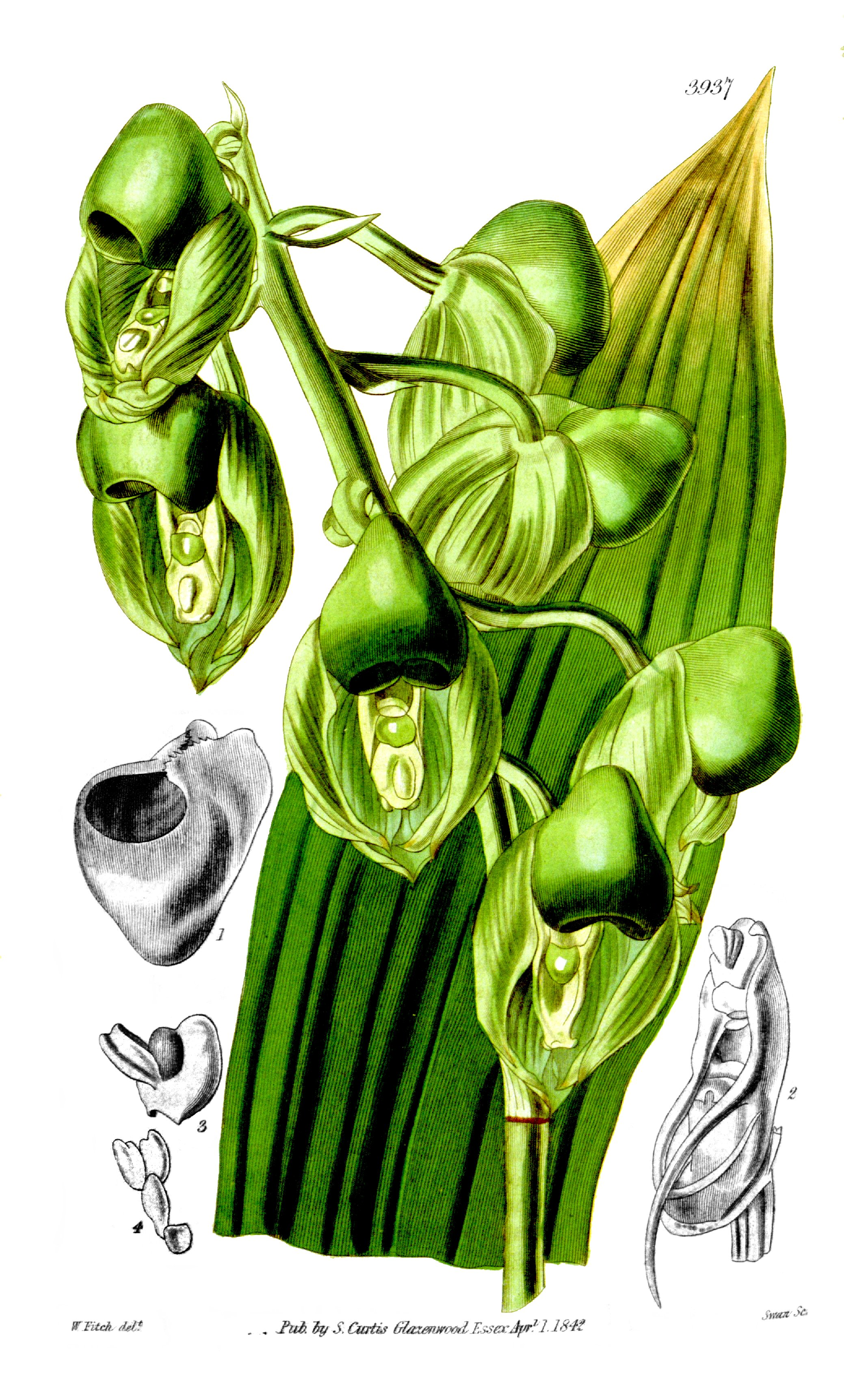